# 패트릭 모리시
패트릭 제임스 모리시(Patrick James Morrisey, 1967년 12월 21일 ~ )는 미국의 정치인이다.

## 학력
- 럿거스 대학교 뉴브런즈윅 인문사회 학사
- 럿거스 대학교 뉴어크 캠퍼스 법무박사

## 경력
- 2013.01 ~ 2025.01 제34대 웨스트버지니아주 법무장관
- 2025.01 ~ 제37대 웨스트버지니아주 주지사

## 역대 선거 결과
| 선거명      | 직책명                          | 대수  | 정당   | 득표율 | 득표수    | 결과 | 당락                           |
| ----------- | ------------------------------- | ----- | ------ | ------ | --------- | ---- | ------------------------------ |
| 2012년 선거 | 웨스트버지니아 법무장관         | 34대  | 공화당 | 51.25% | 329,854표 | 1위  | 웨스트버지니아주 법무장관 당선 |
| 2016년 선거 | 웨스트버지니아 법무장관         | 34대  | 공화당 | 51.64% | 358,424표 | 1위  | 웨스트버지니아주 법무장관 당선 |
| 2018년 선거 | 상원의원 (웨스트버지니아 제1부) | 116대 | 공화당 | 46.26% | 271,113표 | 2위  | 낙선                           |
| 2020년 선거 | 웨스트버지니아 법무장관         | 34대  | 공화당 | 63.77% | 487,250표 | 1위  | 웨스트버지니아주 법무장관 당선 |
| 2024년 선거 | 웨스트버지니아 주지사           | 37대  | 공화당 | 61.99% | 459,300표 | 1위  | 웨스트버지니아 주지사 당선     |